# 尼古劳斯·约瑟夫·冯·雅坎

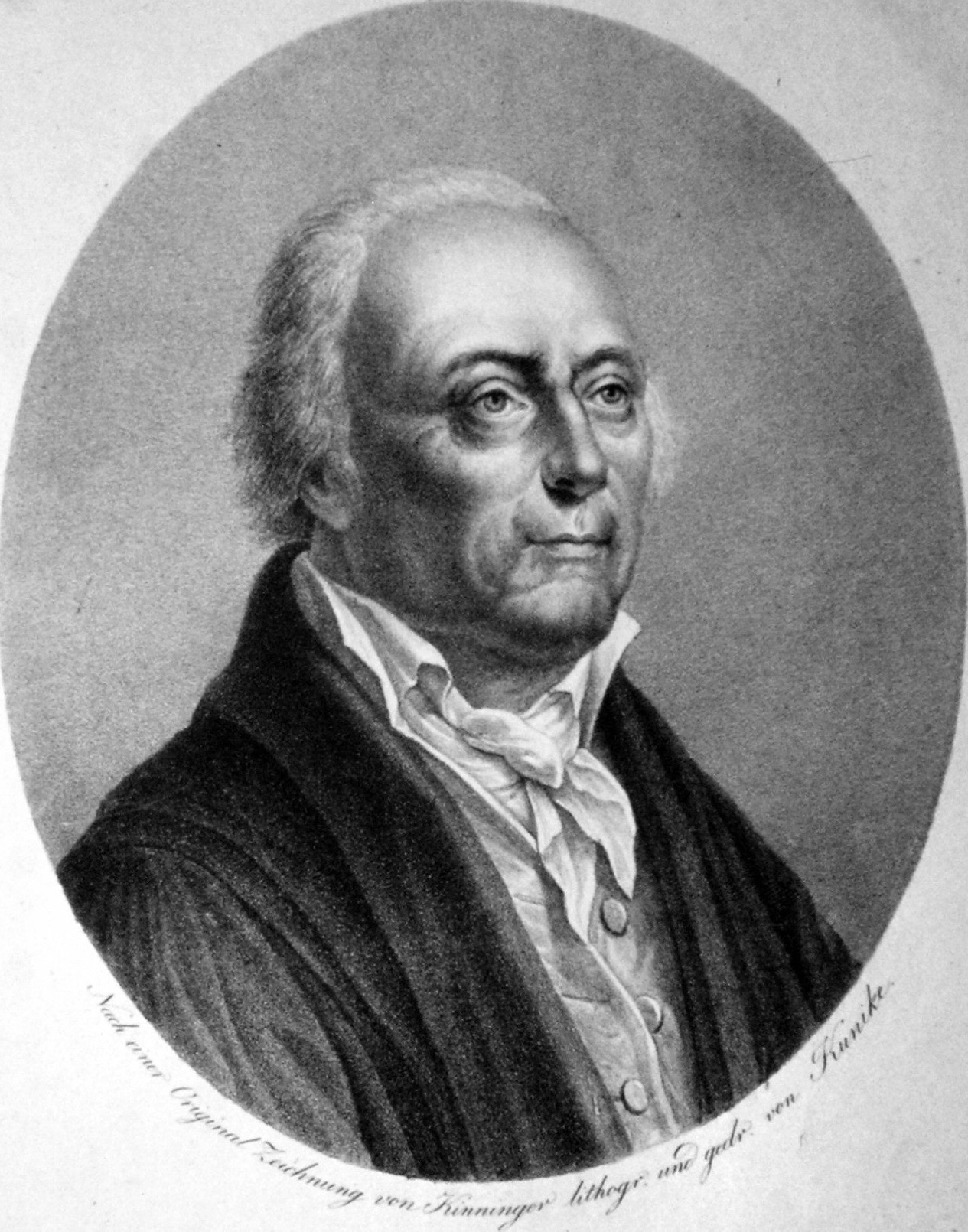
尼古劳斯·约瑟夫·冯·雅坎

尼古劳斯·约瑟夫·冯·雅坎 （Nikolaus Joseph von Jacquin，1727年2月16日—1817年10月26日）是荷兰科学家，研究医学、化学和植物学。

## 生平
他出生于荷兰的莱顿，在莱顿大学学习医学，然后先移居巴黎，最后定居维也纳。
在1755年至1759年期间，他被神圣罗马帝国的皇帝弗朗西斯一世派往中美洲和西印度群岛为他的美泉宫搜集花卉，因此雅克恩搜集了大量的动物、植物和矿物标本。
1762年，他被任命为位于现在斯洛伐克班斯卡-斯蒂沃尼卡的采矿学院的采矿和矿物学教授。1768年被任命为维也纳大学的化学和植物学教授兼植物园园长，直到去世，由他儿子约瑟夫接替他的教授职务。因为他的工作，他被授以爵位。从1774年至1783年，他被选为瑞典皇家科学院的外籍院士。在1806年，他被任命为男爵。 1809年，他成为了皇家学会会员，皇家学会后来成为荷兰皇家艺术与科学学院。
他的著作包括《美洲标本选编》（1763年）、《奥地利植物》（1773年-1778年）、《稀有植物图谱》（1781年-1793年）。